# Kaufhof (Wolfsburg)
Die Kaufhof ist eine Straße im Stadtteil Stadtmitte in Wolfsburg. Sie war als Einkaufsstraße konzipiert und gilt heute als „Kneipenmeile“.

## Geschichte
Nach dem Zweiten Weltkrieg gab es im Bereich des Schachtwegs – unweit des Hauptzugangs zum Volkswagenwerk – einige provisorische Geschäfte. Ursprünglich hatte man beim Bau der Stadt keine Einkaufsstraße vorgesehen, Stadtplaner Hans Bernhard Reichow billigte aber den Plan zur Errichtung des Kaufhofs in einer Baulücke innerhalb der „Höfe“, einem um 1940 errichteten, zentrumsnahen Wohngebiet. Nach der Währungsreform wurde die Straße mit rund 20 Geschäften im Jahr 1949 eröffnet.  Mit dem Bau der Porschestraße Anfang der 1950er Jahre zogen die meisten Läden dorthin. Sie wurden durch Gastwirtschaften ersetzt. 1978 erhielt der Kaufhof am Eingang Schillerstraße einen baulichen Abschluss. Der Eingang wird seither von einer Reihe von Rundbögen gebildet. Auch die meisten Häuser des Kaufhofs erhielten kleine, bogenförmige Vorbauten.
Vom 21. März bis zum 16. April 2020 war der Kaufhof aufgrund der COVID-19-Pandemie in Deutschland für Besucher gesperrt.

## Anlage, Verkehr und Bauwerke
Der Kaufhof verläuft in West-Ost-Richtung. Er beginnt am Hallenbad – Kultur am Schachtweg und führt nach etwa 20 Metern über die Kantallee zur Schillerstraße. Der Westabschnitt ist asphaltiert, der Hauptabschnitt gepflastert. Die eingeschossigen Häuser aus der Entstehungszeit der Straße liegen sich im Abschnitt zwischen Kantallee und Schillerstraße gegenüber und lassen zwischen den verengten Straßenenden einen breiteren Raum entstehen. Sie haben teilweise Vorbauten und „wirken fast wie feste Marktbuden“. Neben Restaurants und Bars gibt es kleine Einzelhandelsbetriebe und einen Handwerksbetrieb.
Eine Kette von Rundbögen – der mittlere, größte Rundbogen überspannt die Straße – bildet den Abschluss zur Schillerstraße, wo sich in der Nähe des Kaufhofs die von zahlreichen WVG-Linien bediente Bushaltestelle „Kaufhof“ befindet. Die Fortsetzung des Kaufhofs Richtung Porschestraße heißt Kaufhofpassage.

## Literatur

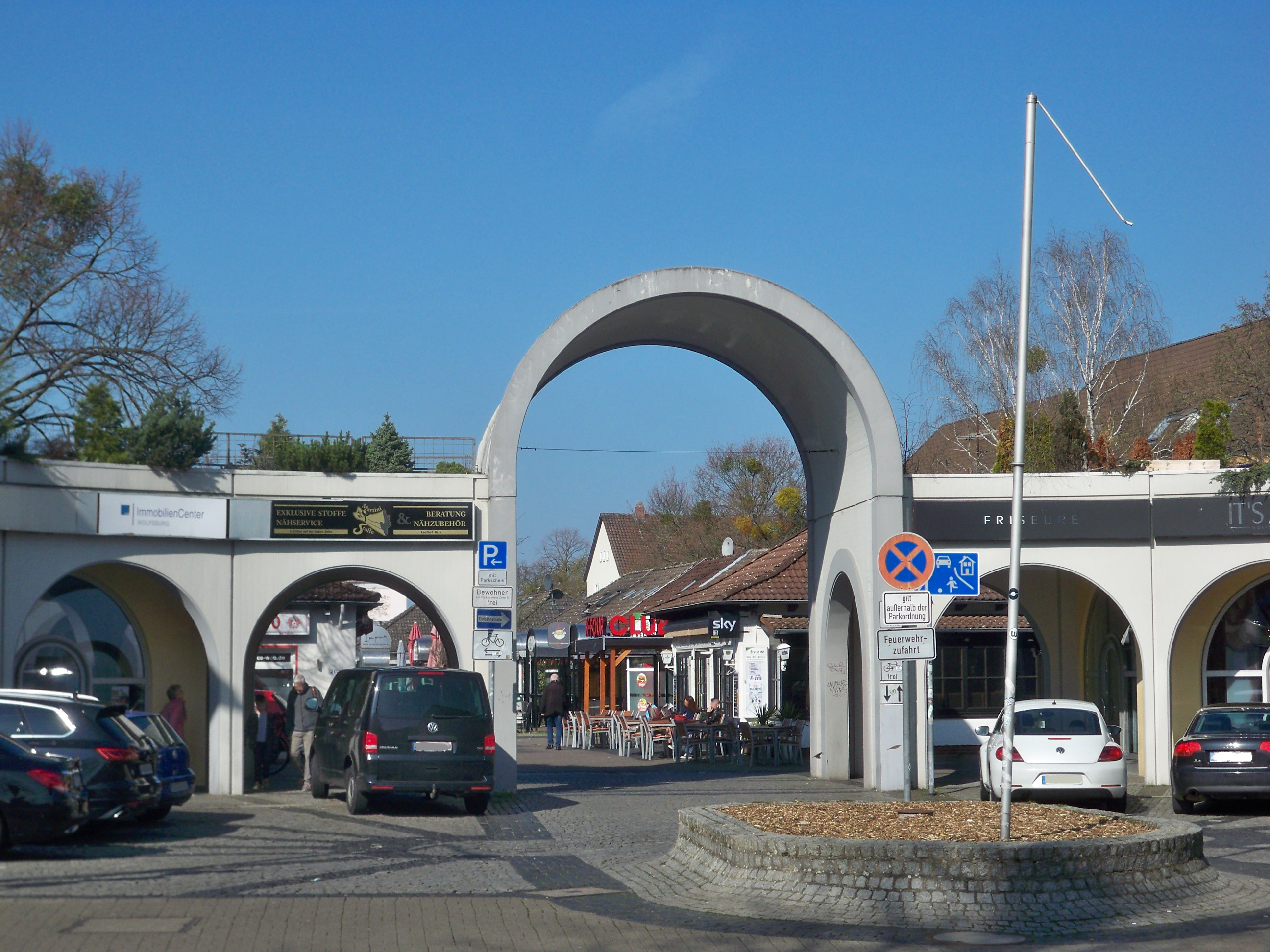
Blick von Osten in den Kaufhof